# Mandello del Lario
Mandello del Lario (Mandell in dialetto lecchese, pronuncia fonetica IPA: /mãnˈdɛl/), fino al 1863 denominato semplicemente Mandello, è un comune italiano di 9 863 abitanti della provincia di Lecco in Lombardia, situato sulla sponda orientale, e in piccola parte sulla sponda occidentale, del ramo lecchese del lago di Como.
Il comune costituisce un caso abbastanza insolito in Lombardia, e in Alta Italia in generale, di una municipalità composta da due territori separati, seppur collegabili via lago.

## Geografia fisica
(Leonardo da Vinci, Codice Atlantico - C.A. Foglio 573)
L'altitudine del territorio mandellese varia dai 200 metri sul livello del mare (zona a lago), 214 (stazione ferroviaria) ai 2 409 metri della Grigna settentrionale.
Il nucleo principale di Mandello si sviluppa su una pianura alluvionale, sorta come cono di deiezione del torrente Meria.

## Origini del nome
Nonostante nel corso degli anni si siano fatte le più disparate congetture – dalla derivazione dalla popolazione celtica dei Mandubii fino ad un legame con la gens latina Mandela, per altro non attestata sul territorio transpadano – il toponimo di Mandello molto probabilmente deriva, come già teorizzato dall'Olivieri nel 1961, dall'antroponimo latino Amandus o dal corrispettivo femminile Amanda. A riprova di questo fatto c'è il più recente ritrovamento nel territorio di Abbadia Lariana – un tempo di pertinenza di Mandello – di una stele funeraria in marmo in cui compare, unica iscrizione del mandellese, il nome Amandus.

## Storia
Alcuni ritrovamenti archeologici avvenuti sul territorio lasciano pensare alla presenza di Celti già verso la fine del VII secolo a.C. In epoca romana, Mandello avrebbe invece rappresentato un pagus abitato da tribù della cosiddetta gens Oufentinae.
Le prime menzioni scritte che riguardano Mandello risalgono tuttavia all'epoca dei Longobardi, dai quali fu classificata "corte regia", ossia terra di proprietà reale. Nel 603 il papa Gregorio I, probabilmente in seguito a una contesa con il re longobardo Agilulfo, cedette al conte di Angera tutte le corti regie del comitato di Milano fra le quali figurava anche Mandello.
Del 769 è la prima citazione di Mandello nella topografia nazionale.
Negli anni 770-772 venne fontato il Monastero di San Pietro da parte del re longobardo Desiderio, sorta su una preesistente cella del monastero pavese di San Pietro in Ciel d'Oro. Nell'833 il vescovo Leone si accordò con l'arcivescovo di Milano Angilberto II per la concessione al monastero di San Vincenzo in Prato di Milano del Monastero di San Pietro, oggi chiesa di San Lorenzo (in Abbadia Lariana).
Nel periodo feudale, il borgo di Mandello si alleò con Como durante la decennale guerra tra Como e Milano (1118-1127), e per questo fu saccheggiata e incendiata dai milanesi. Nel 1154 Mandello e la torre di Maggiana vengono affidate da Federico Barbarossa a un signorotto locale di nome Alcherio Bertola. Libero comune dal 1160, Mandello si trovò in contrasto con Como per alcune questioni amministrative legate alle funzioni dei rispettivi consoli, divergenze che vennero risolte nel 1167 durante un incontro diplomatico presso la chiesa comasca di San Giacomo.
In seguito, Mandello divenne un contado rurale dell'alto Milanese, feudo comitale e residenza del conte o capitàneo della terra. I conti di Mandello trassero il cognome di famiglia dal nome del borgo: quello dei Mandelli è un casato antichissimo, di primaria nobiltà lombarda.
Nel periodo delle lotte che videro contrapposti i Visconti ai Della Torre, Mandello si schierò dalla parte dei secondi, subendo per questo, nel 1311, l'invasione da parte di Cressone Crivelli, al quale Enrico VII di Lussemburgo aveva affidato in feudo Lecco e dintorni.
Nel 1336 Lecco e Mandello passarono sotto il governo di Azzone Visconti. Sotto il suo dominio la vita pubblica conobbe un periodo di ordine e buona amministrazione. L'Azzone fece costruire a Lecco il ponte sull'Adda, il più importante simbolo commerciale e strategico del Ducato milanese. Nel 1342 Mandello dipendeva in modo stabile dalla diocesi di Como. Il 13 febbraio 1398 vengono promulgati ufficialmente gli statuti per il borgo e la sua popolazione; il primo podestà è Giovanni De Bombelli, eletto.
Nel 1402 si registra il saccheggio di Mandello da parte del ghibellino Franchino Rusca, signore di Como.
Nel 1429 il duca di Milano Filippo Maria Visconti (1402-1447) concede alla terra di Mandello alcuni privilegi che vengono confermati e accresciuti da Francesco Sforza nell'anno 1450. Nel 1449 Bartolomeo Colleoni, condottiero delle truppe veneziane, occupa "Mandello, Bellano ed altre Castella della riviera di levante". Nel periodo 1469-70 Mandello viene data in feudo a Tomaso Tebaldi da Bologna. I mandellesi con la Valsassina contrastano la cessione feudale. Nel gennaio dello stesso anno il Colleoni si inoltra nella Valsassina: "a marce forzate raggiunge la riva orientale del lago di Como gettandosi sulle terre di Bellano, Mandello ed alcune altre". È in questo frangente che il borgo viene ulteriormente fortificato ed è concluso il vallo. Nel 1480 il Contado della Riviera con Mandello assieme a Bellano e Varenna, e l'anno successivo si aggiunsero Dervio, Corenno e Monte Introzzo., viene dato in feudo a Pietro II Dal Verme, conte di Bobbio, Voghera, Castel San Giovanni e tutta la val Tidone, Pieve di Incino e Valsassina, che muore avvelenato dalla moglie nel 1485, e il feudo di Mandello assieme agli altri della Riviera viene assegnato, non senza contrasti dei cittadini interessati, a Chiara Sforza, figlia naturale di Galeazzo Maria Sforza, vedova Dal Verme.
Nel 1494 Massimiliano d'Asburgo conferma il feudo di Mandello a Chiara Sforza, che sposerà nel 1487 Fregosino Fregoso, figlio di Paolo Fregoso. Nel 1495 Ludovico Maria Sforza detto "il Moro", reggente il ducato milanese, annette al ducato il feudo di Mandello e lo infeuda a Gaspare di San Severino, con altre terre. Nel 1499 le terre della Riviera orientale del Lario, con Mandello, vengono date in feudo a Marchesino Stanga, segretario di Ludovico il Moro. Nel 1513 Mandello tributa atto di fedeltà a Chiara Sforza che è reintegrata feudataria del territorio.
Nel 1531 (o 1532) Mandello è teatro di una battaglia che vede contrapposte i soldati del Medeghino alle truppe di Francesco II Sforza. Nello stesso anno, il paese fu colpito da un'inondazione.
Nel 1533 Paolo Fregoso, morta la moglie Chiara Sforza, vende tutti i diritti e i privilegi sulle terre di Mandello e altre al cremonese Francesco Sfondrati. Il 23 ottobre 1537 l'imperatore Carlo V conferma il feudo di Mandello e riviera al senatore cremonese Francesco Sfondrati. Fu uno degli Sfondrati, Carlo, a ordinare l'interramento del vallo di Mandello, avvenuto nel contesto di una serie di opere pubbliche promosse dal governo austriaco del Ducato di Milano. La famiglia Sfondrati manterrà l'investitura fino al 1788, anno in cui i Serbelloni, eredi degli Sfondrati nella persona del conte Alessandro Serbelloni, faranno domanda per ottenere il Contado della Riviera (a cui apparteneva anche Mandello), ma la richiesta venne negata l'anno successivo, le leggi napoleoniche abolirono poi ogni vincolo feudale.

### Vicariato di Mandello
Il vicariato foraneo di Mandello, antica sede plebana, è attestato stabilmente a partire dal XVII secolo. Nel 1651 e ancora nel 1758 la pieve di Mandello costituiva un unico vicariato comprendente le parrocchie di Mandello, Olcio, Lierna, San Lorenzo sopr'Adda (Abbadia Lariana), Crebbio e la viceparrocchia di Vassena, eretta in parrocchia nel corso del XVIII secolo (Ecclesiae collegiatae 1651; Ecclesiae collegiatae 1758); mentre nel 1794 nel vicariato e pieve di Mandello figuravano le parrocchie di Mandello, Olcio, Lierna, San Lorenzo sopr'Adda (Abbadia Lariana), Crebbio, Vassena (Ecclesiae collegiatae 1794).
Secondo quanto si desume dal confronto con la "nuova divisione dei distretti compresi nel Regno d'Italia e spettanti alla diocesi di Como per le scuole normali" compilata nel 1816, la "pieve o sia vicariato" di Mandello comprendeva le parrocchie di Olcio, Lierna, San Lorenzo sopr'Adda (Abbadia Lariana), Crebbio, Vassena (Distrettuazione pievana diocesi di Como, 1816). Il 13 agosto 1858, ad opera del vescovo Giuseppe Marzorati, fu eretta la parrocchia di Sant'Abbondio di Somana, con territorio smembrato dalla parrocchia di San Lorenzo di Mandello (Fondo parrocchie, Somana; Zucchi 1959).
Nell'elenco delle parrocchie distribuite per vicariati collocato in appendice agli atti del sinodo celebrato nel 1904, sono indicate come appartenenti al vicariato di Mandello le parrocchie di Mandello, Abbadia sopra Adda (Abbadia Lariana), Crebbio, Lierna, Olcio, Somana, Vassena (Elenco delle parrocchie, 1905). Con decreto 16 novembre 1934 del vescovo Alessandro Macchi fu eretta all'interno del vicariato di Mandello la nuova parrocchia del Sacro Cuore di Mandello del Lario (decreto 16 novembre 1934 a) (Bollettino Ecclesiastico Ufficiale Diocesi di Como 1934).
Il vicariato foraneo di Mandello cessò di esistere solo con la revisione della struttura territoriale della diocesi di Como attuata nel 1968. Con il decreto 29 gennaio 1968 del vescovo Felice Bonomini, mediante il quale vennero abolite le vicarie fino ad allora esistenti, il territorio della diocesi di Como venne diviso in zone pastorali, comprendenti uno o più vicariati foranei; le parrocchie dell'antico vicariato di Mandello furono comprese nella zona pastorale X Grigne e nel vicariato di Mandello (decreto 29 gennaio 1968) (Bollettino Ecclesiastico Ufficiale Diocesi di Como 1968).
Il vicariato di Mandello, coincidente con la zona pastorale X delle Grigne, comprendeva le parrocchie di Abbadia Lariana; Crebbio; Lierna; Sacro Cuore, San Lorenzo di Mandello; Olcio; Somana (decreto 29 gennaio 1968) (Bollettino Ecclesiastico Ufficiale Diocesi di Como 1968). La struttura vicariale così delineata venne adeguata con il decreto 10 aprile 1984 del vescovo Teresio Ferraroni (decreto 10 aprile 1984) (Bollettino Ecclesiastico Ufficiale Diocesi di Como 1984).
Dal Giovedì santo del 2011, che correva in data 21 aprile, il vescovo di Como Diego Coletti ha ripristinato il XVII Vicariato - Vicariato di Mandello e abolito la zona pastorale X - Grigne.
L'attuale Consiglio Pastorale Vicariale (CPV) è in carica dal 2021.
Elenco dei Vicari foranei:
- 1) don Pietro Mitta (2011-2018)
- 2) mons. Giuliano Zanotta (2018-)

### Simboli
L'amministrazione comunale utilizza per la propria comunicazione una versione aulica dello stemma ripresa dalla decorazione lignea della cassa dell'organo della chiesa parrocchiale di S. Lorenzo, risalente al XVI secolo e che compare nei sigilli del comune dal 1861.
Il gonfalone è un drappo di azzurro.

## Musei
- Museo d’arte Sacra di Mandello
- Museo Moto Guzzi

## Monumenti e luoghi d'interesse

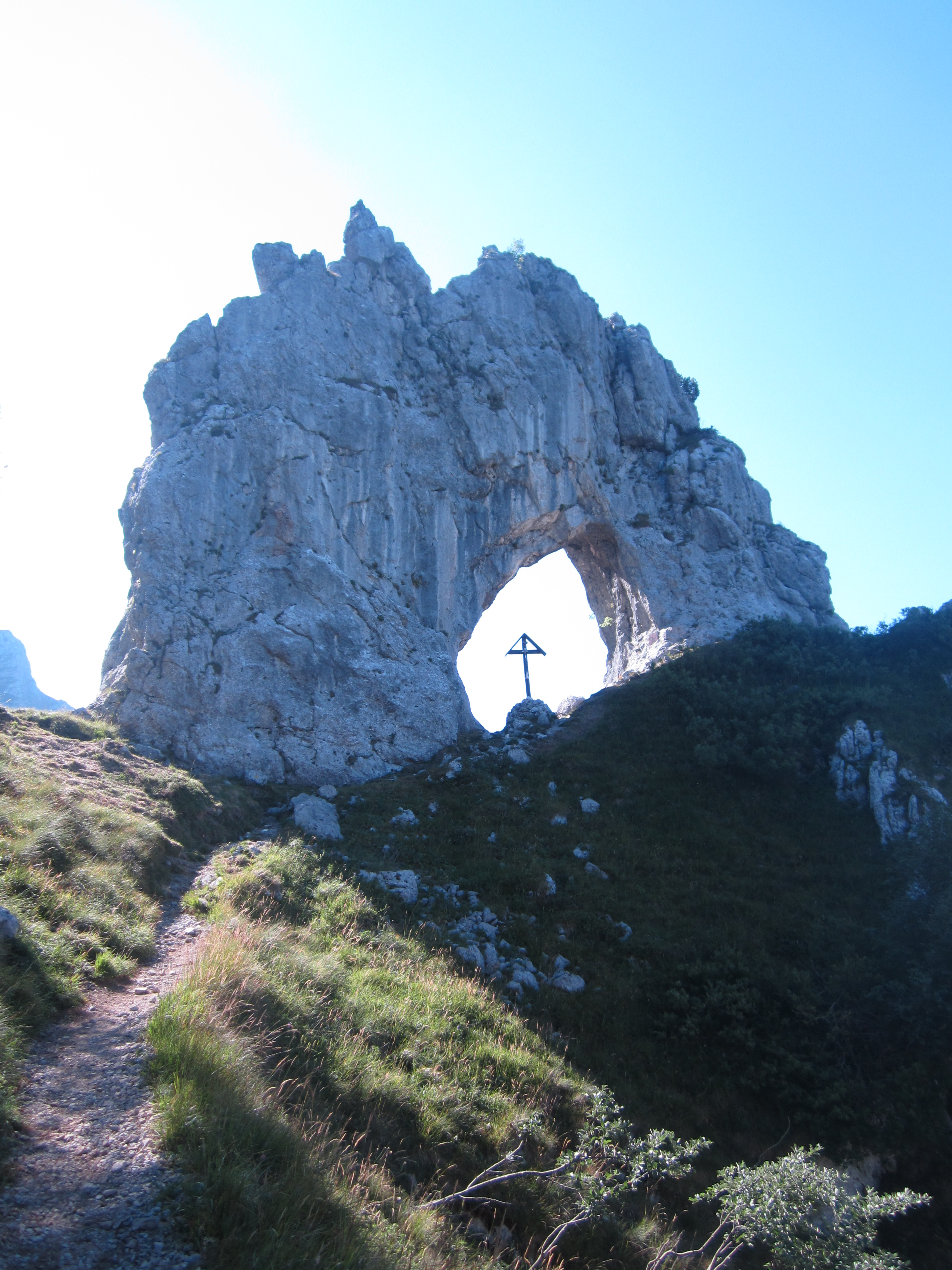
Porta di Prada

### Architetture religiose

#### Chiesa di Santa Maria sopra Olcio
La chiesa di Santa Maria sopra Olcio è un santuario posto in Valle Meria, sulla Grigna Settentrionale al di sopra della frazione di Somana a 660 m. Costruita intorno all'anno 1000 per accogliere i viandanti sulla via Valsassina-Mandello del Lario, il complesso presenta un luogo di accoglienza con annessa chiesa a una navata (XII secolo) e avamportico.

#### Santuario di Santa Maria Nascente in Debbio
Il santuario di Santa Maria Nascente in Debbio è una chiesa posta su una collinetta sopra la strada statale al confine con Abbadia Lariana. Presenta una sola navata con volta a botte e un piccolo campanile a vela, in uno stile essenziale tipico del periodo in cui fu ricostruita. La struttura originale si pensa possa risalire all'VIII secolo, ma la struttura attuale è settecentesca.

#### Chiesetta dei Partigiani a Prada
La chiesetta votiva della 89ª Brigata Poletti, situata a 1620 metri nei pressi della Bocchetta di Prada, ai piedi della Grigna settentrionale, è stata costruita nel 1961, inaugurata nell'agosto 1964 ed è dedicata alla memoria dei fratelli Poletti, due partigiani mandellesi appartenenti ai "Cacciatori delle Grigne".
Giuseppe Poletti venne ucciso il 25 agosto 1944 in un disperato tentativo di fuga, dopo essere stato sorpreso dalle truppe nazifasciste; Giovanni Poletti, medaglia d'argento al Valor Militare, venne invece condotto al comando tedesco di Molina, interrogato, torturato e fucilato la sera stessa al cimitero di Mandello.

#### Chiesa di San Zenone
È un luogo di culto costruito attorno ad un oratorio verso la metà del XIV secolo e situato nella località di Tonzanico. Nel XVI secolo, la chiesa fu oggetto di rimaneggiamenti.

#### Chiesa di San Giorgio

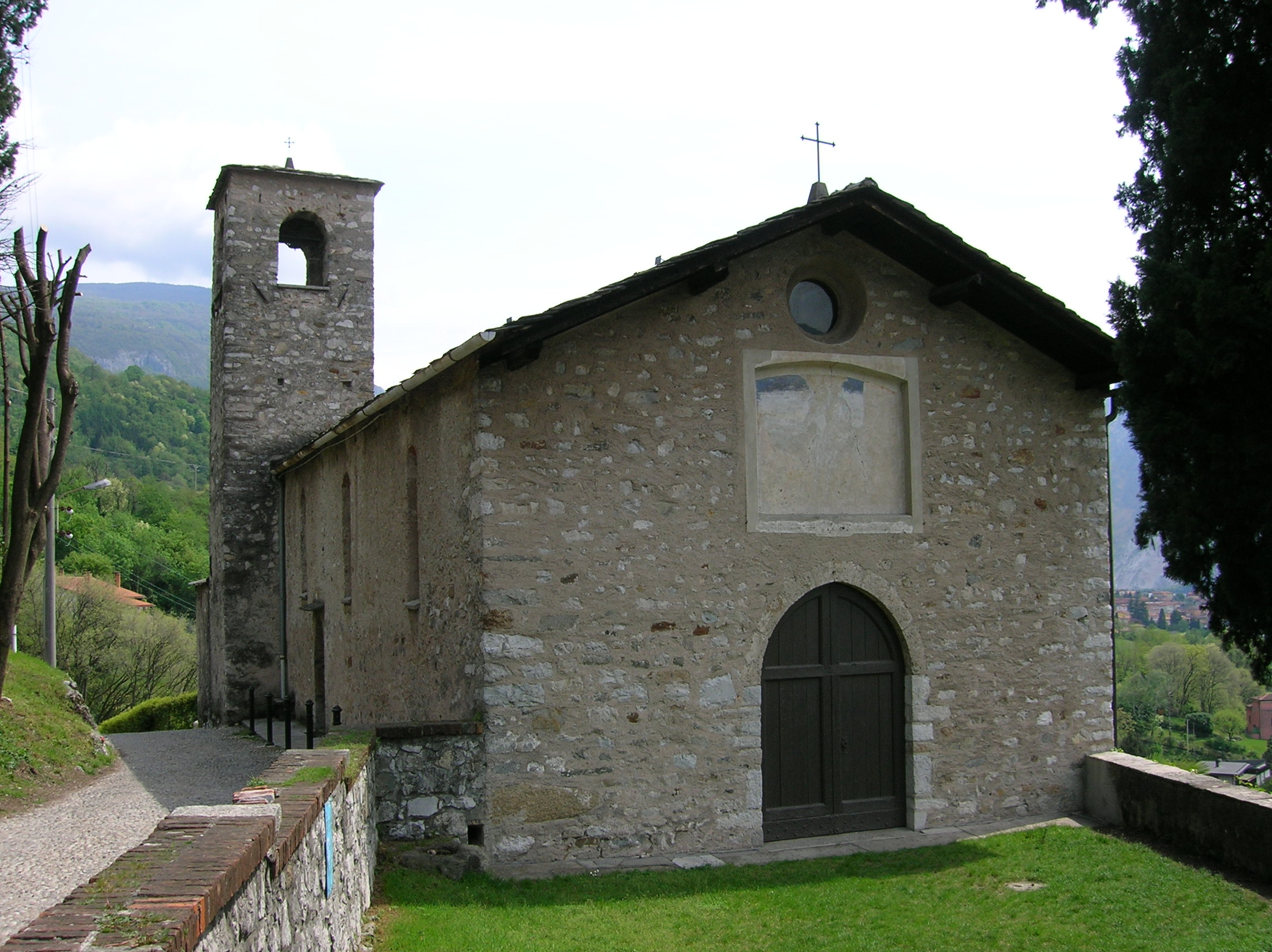
Chiesa di San Giorgio.

Situata formalmente nel territorio comunale mandellese, la chiesa di San Giorgio fa parte della parrocchia di Sant'Antonio abate in Crebbio ed è una delle tre chiese appartenenti alla medesima parrocchia.
È stata costruita su un piano che sovrasta il cosiddetto Sasso San Giorgio, che si erge sulla ex Strada Statale 36, oggi Strada Provinciale 72, e ovviamente sul lago.
La facciata della chiesa segue l'orientamento dei primi secoli cristiani, quando c'era la cura di fabbricare i templi con l'abside verso est, in modo tale che i fedeli (e prima del Concilio Vaticano II anche il sacerdote) guardassero in direzione dell'Oriente dove è nato, vissuto e morto Gesù Cristo. Le pareti e le monofore in esse realizzate risalgono al Duecento.
Internamente, la chiesa presenta una navata unica, terminante in un'abside quadrilatera con volta a crociera costolonata.
Le pareti della chiesa sono riccamente decorate da un ciclo di affreschi quattrocenteschi, tra i quali spiccano un Giudizio universale e, nell'abside, una Crocifissione.

#### Chiesa arcipretale di San Lorenzo

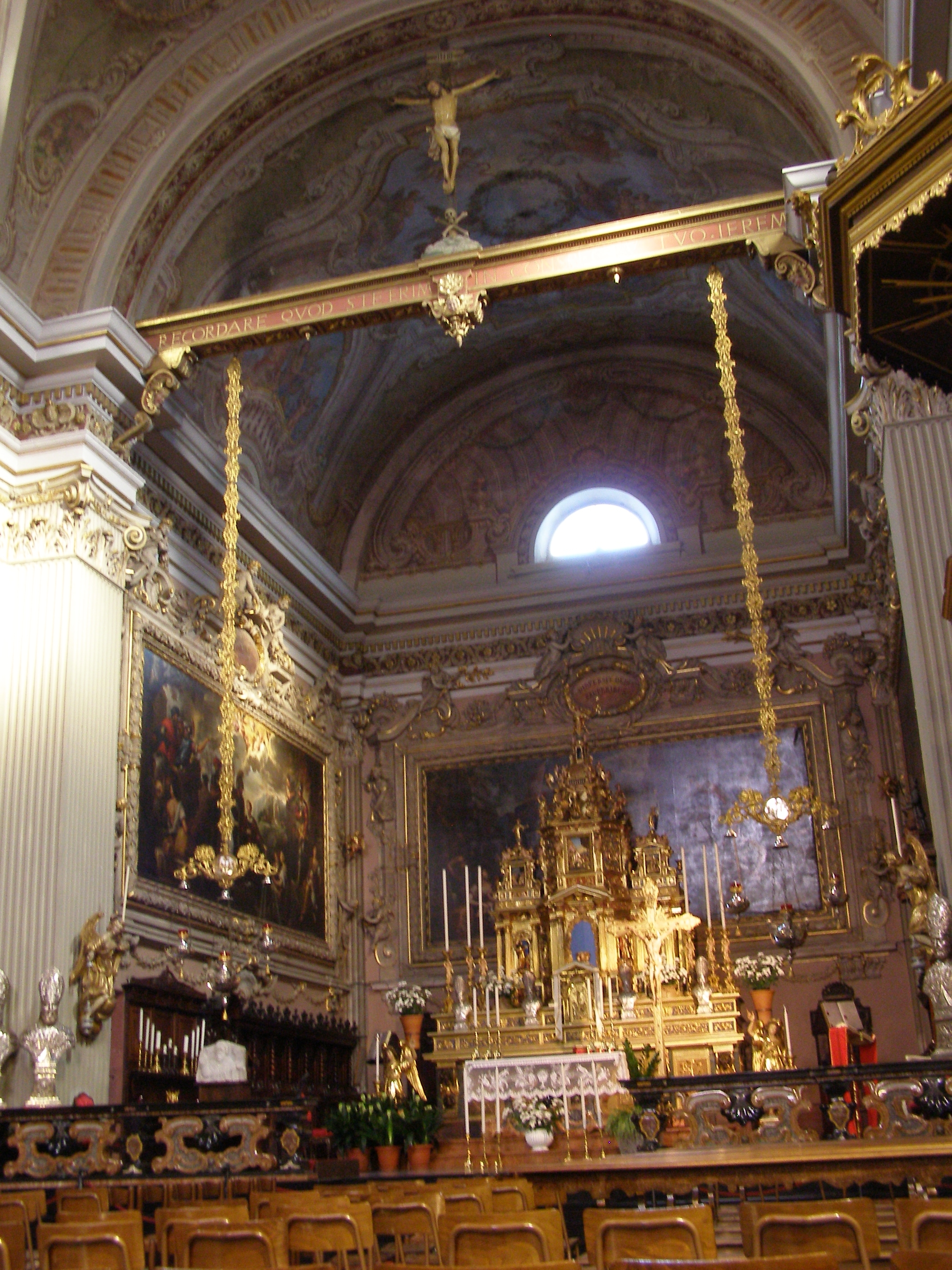
Interno chiesa di San Lorenzo.

La chiesa arcipretale di San Lorenzo sorge su una piazza all'inizio del lungolago. L'edificio attuale del XVII secolo è sorto in sostituzione del tempio precedente a tre navate, sorrette da piastroni terminanti con absidi. Di chiara impronta romanica resta il campanile del XII secolo a fianco della facciata decorato da archetti pensili e da due piani di bifore. La facciata si presenta con semplice coronamento a cimasa orizzontale sulle navate laterali e con una cimasa composita curvilinea sulla navata centrale.
La decorazione della chiesa risale al XVII secolo e segue il gusto decorativo barocco, in quanto presenta stucchi e grandi quadri. Da segnalare il prezioso ciborio intagliato, l'altare a baldacchino in legno policromo e l'organo, la cui prima costruzione, opera dell'organaro Pietro Antonio da Pallanza, risale al 1580-1585, mentre la seconda costruzione è opera di Andrea Luigi Serassi di Bergamo e risale all'anno 1784.
Unito alla chiesa, si riconosce ancora il complesso dell'abbazia benedettina, già esistente nell'833 d.C., di cui rimane solo il chiostro.

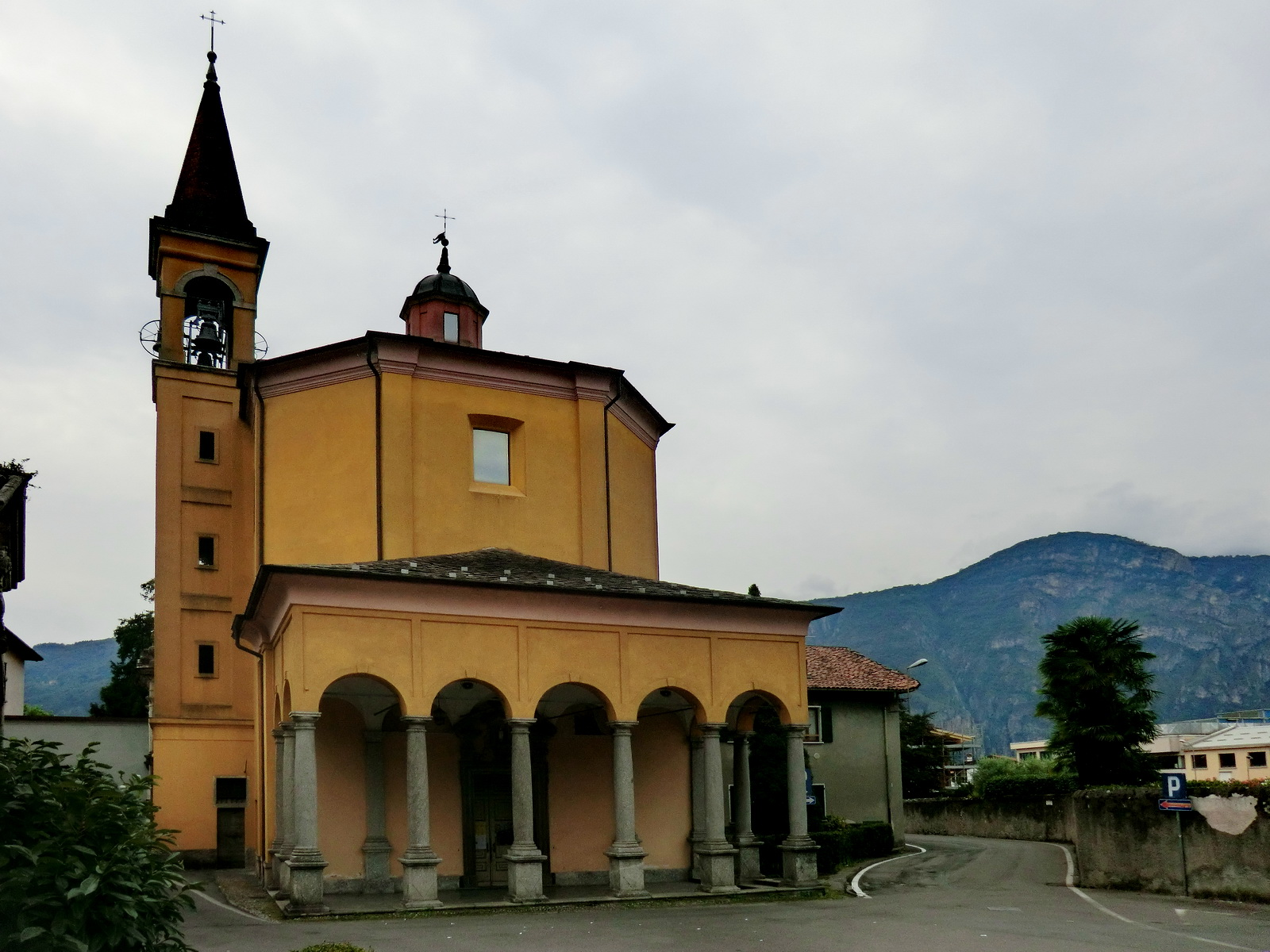
Santuario della Beata Vergine del Fiume.

#### Santuario della Beata Vergine del Fiume
Il santuario della Beata Vergine del Fiume, posta lungo il fiume Meria, e un santuario dedicato alla Vergine Maria.

#### Monastero di San Vittore
Il monastero di San Vittore, attualmente residenziale, era un monastero di suore dell'ordine dei Servi di Maria. Sollevato da ogni funzione religiosa nel 1786 per ordine di Giuseppe II d'Asburgo-Lorena, il monastero si è trasformato in una villa che si affaccia sul lago in località Pra Magno.

#### Altre architetture religiose
- Chiesa del Sacro Cuore (1936-1942)[19]

### Architetture militari

#### Torre dei Lafranconi
A Rongio si trova la torre dei Lafranconi, edificio a base quadrilatera databile tra la fine del XII secolo e l'inizio del successivo.

#### Torre del Barbarossa a Maggiana
A 148 metri sopra Mandello sta il villaggio di Maggiana, che, con Mandello, divise tutte le vicende dei secoli ed ancora oggi è frazione del comune. Da punto di vista ecclesiastico, nel 1621, erigendosi la parrocchia di Crebbio, Maggiana fu assegnata alla nuova parrocchia sottraendola a quella matrice di Mandello (e, quindi, dalla giurisdizione della Diocesi di Como a quella dell'Arcidiocesi di Milano). Il villaggio, che conserva ancora parte del proprio centro storico, è dominato da secoli dall'imponente mole della cosiddetta Torre del Barbarossa, una vecchia casatorre. La sua forma è quadrata, l'altezza è di 40 braccia e la larghezza di dieci. Le mura hanno da ogni parte finestre ogivali che si alternano con delle feritoie. Si accede per un ampio portone medioevale, che immette in un cortiletto d'ingresso dal quale, per una comodo scala, si entra al primo piano della torre. Quivi, immurata nel camino, si osserva una lapide che porta incisa una dicitura su Federico Barbarossa or resa illeggibile dagli anni, dalla fuliggine e ancora dagli uomini, poiché la pietra ora è scomparsa forse per tre quarti nella base del camino e la poca emergente non lascia scoprire altro che qualche consonante sconnessa. Dal primo piano si sale ai piani superiori fino all'ultimo, un tempo tutto ornato di affreschi che ora si sono andati affievolendo fin quasi a scomparire: solo dei trofei d'armi dipinti negli angoli resistono ai tempi quasi a testimoniare ai visitatori odierni il soggiorno che vi fece l'imperatore Federico I. Databile al XII secolo, verso il 1800 la torre passò in proprietà del signor Francesco Alippi, il quale, orgoglioso di possedere un monumento tanto storico, la restaurò, ornando la sommità di un comodo terrazzo con quattro pilastrini granitici agli angoli congiunti fra loro da riquadri in ferro lavorato, sormontata in un angolo dal parafulmine, mettendo così l'interno al riparo dall'azione corrompitrice delle intemperie. Il 5 maggio 1828 un muratore stava smurando il camino al primo piano, quando rinvenne addossata al muro una lapide di granito tutta annerita dal fumo; pulita e lavata convenientemente vi si lessero le parole: FRIDERIC – IMPERAT – GERMAN HIC – TUTUS – QUIEVIT – ANNO 1158 (Federico, imperatore di Germania, qui sicuro riposò – anno 1158). Non è a dire la gioia dell'Alippi al rinvenimento di una documentazione tanto sicura del soggiorno di Federico Barbarossa a Maggiana, e da quel giorno accrebbe a dismisura la sua considerazione per la torre di cui, orgoglioso, si sentiva proprietario. Dal 19 marzo 1910, la torre è notificata al signor Tomaso Comini fu Ignazio, i familiari del quale, su richiesta, erano lieti di fare da guida nella visita alla torre fino al terrazzo. Dalla sommità della torre, ancora visitabile grazie a un'associazione locale, la vista spazia da Abbadia Lariana fino a Bellagio.

### Architetture civili
- Palazzo del Pretorio, detta anche Torre Pretoria (XII secolo),[24] a Mandello Bassa
- Villa Fiocchi (1953), eretta nel 1953 da Mino Fiocchi[25]
- Villa Carcano (inizi del Novecento)[26]
- Villa Falck (inizi del Novecento)[27]
- Villa Fasoli (inizi del Novecento)[28]
- Ex-scuola elementare (1935-1937)[29]

### Aree Naturali

#### Grotta Ferrera

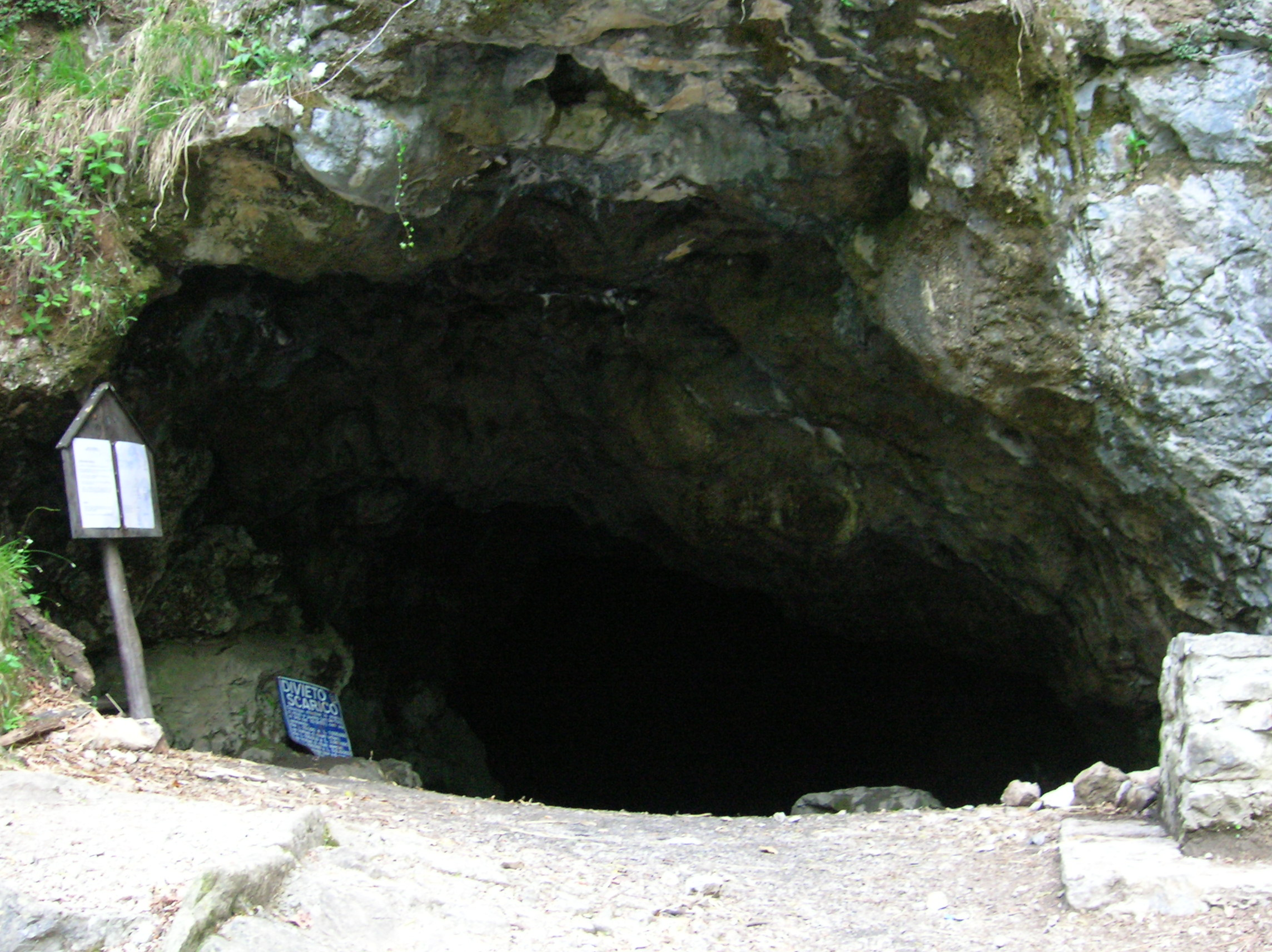
Ingresso della grotta Ferrera.

La grotta Ferrera si trova in località Acqua Bianca.
Il livello orografico della grotta è 590 metri sopra il livello del mare ed ha un dislivello massimo di circa -37 metri.
La caverna è costituita essenzialmente da un'unica immensa sala lunga circa 175 metri e larga circa 50 metri. È percorsa per un breve tratto da un ruscello proveniente da una volta che forma una cascata.
L'accesso è estremamente facile, poiché si apre sul bordo di una mulattiera molto ben tenuta; anche la percorribilità interna è facile, tuttavia il suolo è coperto da fango scivoloso e costellato di crepacci.
La caverna è stata originata dalla dissoluzione di una parte di roccia più corrodibile seguita dal crollo di altri strati sovrastanti al fine di ristabilire l'equilibrio. Questo tipo di formazione è frequente nelle grotte delle zone limitrofe.

## Società

### Evoluzione demografica
- 616 nel 1771
- 761 nel 1803
- 2 367 dopo annessione di Abbadia, Linzanico e Rongio nel 1809, seguito da Olcio e Somana nel 1812
- 1 035 nel 1853
- 1 139 nel 1861
- 1 324 nel 1881
- 1 303 nel 1901
- 1 485 nel 1921
- 4 651 nel 1931 dopo le annessioni di Olcio, Somana e Rongio

Abitanti censiti

### Etnie e minoranze straniere
Al 1º gennaio 2019 gli stranieri residenti nel comune erano 507, ovvero il 4,9% della popolazione. Di seguito sono riportati i gruppi più consistenti:
1. Romania, 59
2. Albania, 50
3. Marocco, 45
4. Turchia, 35
5. Egitto, 28
6. Ucraina, 25
7. Polonia, 23
8. Senegal, 21

## Cultura

### Musei
- Museo d’Arte Sacra di Mandello del Lario, allestito nel 2019 dalla Diocesi di Como all'interno dei locali che, presso la chiesa di San Lorenzo[32], ospitavano la sede[33] della confraternita dei Disciplini di Santa Marta[33][33].
- Museo Moto Guzzi; allestito nel 2012, è un museo d'impresa che ripercorre la storia della produzione delle moto, dai prototipi ai primi veicoli di serie e da corsa ospitando al suo interno oltre 150 pezzi incluso il primo modello realizzato dall'azienda, la GT "Norge".

### Cucina
- polenta uncia, piatto forte a base di farina di granoturco gialla e di grano saraceno o farina nera, formaggio magro (furmagell) e burro
- agoon (agoni) / missulten (missoltini) / lavarell (lavarelli; oppure coregon, coregoni), tipici pesci del lago; ma anche pesce persico, tinca, trota, anguilla e arborella, variamente cucinati
- agrett/furmagell/mascherpa/strachen/quartiroo, varie tipologie di formaggio tipico della zona
- paradello, dolce fritto a base di farina di frumento, sale e zucchero, olio ed erbe aromatiche
- meascia, torta a base di farina di granoturco e di frumento, mele, pere, uva, noci, nocciole, fichi, zucchero, latte, olio e sale
- crucant, dolce a base di zucchero e frutta secca
- torta Grigna, dolce a base di mandorle e nocciole tostate, aggiunte a burro, uova, zucchero e vaniglia
- caùlat, bevanda con cui si fa il gelato

## Geografia antropica
Secondo lo statuto comunale, il territorio comunale comprende, oltre al capoluogo, le frazioni di Olcio, Maggiana, Moregallo, Piani Resinelli, Rongio e Somana.
Secondo l'ISTAT, il territorio comunale i centri abitati di Maggiana e Mandello del Lario, e il nucleo abitato di Piani Resinelli.

## Economia
In passato era diffusa la coltivazione di olivi (da cui veniva prodotto l'Olio lombardo) e viti, che ora rimane solo a livello personale e poco diffusa. Nella frazione di Maggiana, fino alla seconda metà del Novecento, veniva coltivato il gelso bianco per l'allevamento del baco da seta. La seta veniva lavorata nella filanda locale, che ora è una casa abitata. Con l'affermarsi delle fibre sintetiche, l'allevamento del baco da seta è andato scomparendo in tutta la regione e, con essa, anche la coltivazione del gelso.
Oggi l'economia del paese si basa soprattutto sull'industria, in particolare quella metalmeccanica e quella manifatturiera. Alcune di queste aziende sono note e rinomate in tutto il mondo.
- Moto Guzzi
- Lafranconi silenziatori

Con la crisi economico-finanziaria di questi ultimi anni, hanno chiuso i battenti altre realtà storiche del territorio mandellese, come:
- Vellutificio Redaelli, che era nato nel 1893 e ha cessato l'attività nel 2012; lo stabilimento, dove lavoravano circa 80 dipendenti, è stato acquisito nel settembre 2012 dal gruppo veneto Marzotto e, a inizio febbraio 2013 viene annunciato che sull'area industriale ci sarà una modifica di destinazione uso; dalle ceneri dello stabilimento del vellutificio, nasceranno una piscina e un auditorium, che saranno edificati dalla Redaelli Spa; all'interno della villa, di proprietà della famiglia Redaelli, sarà invece costruito un albergo a cinque stelle

## Infrastrutture e trasporti

### Ferrovie
Il comune dispone di due stazioni ferroviarie posta sulla ferrovia Tirano-Lecco. La stazione è servita dai treni regionali in servizio sulla tratta da Sondrio a Lecco, e dai RegioExpress in servizio sulla tratta da Tirano a Milano.

## Amministrazione

### Elenco dei sindaci di Mandello del Lario
- Aristide Tagliaferri, dall'aprile all'ottobre 1946
- Anselmo Zucchi (Democrazia Cristiana), dall'ottobre 1946 al maggio 1951 e rieletto dal giugno 1951 al maggio 1956
- Ercole Carcano, nel giugno 1956; venne eletto il 27 maggio e morì il 18 giugno
- Edoardo Bianchi, dal giugno 1956 all'ottobre 1960
- Antonio Tagliaferri, dal novembre 1960 all'ottobre 1963
- Anselmo Zucchi (Democrazia Cristiana), dal novembre 1963 al dicembre 1964 e rieletto dal gennaio 1965 al giugno 1970
- Mario Sforza (Democrazia Cristiana), dal luglio 1970 al giugno 1975 e rieletto dall'agosto 1975 al marzo 1978
- Elio Panzeri (Partito Socialista Italiano), dal maggio 1978 al giugno 1980
- Giacomo Mainetti, dal luglio 1980 al dicembre 1982
- Andrea De Martino, commissario prefettizio dal febbraio 1983 al giugno 1983
- Giacomo Mainetti, dall'agosto 1983 al maggio 1988
- Alberto Venini, dal maggio 1988 al gennaio 1991
- Elio Panzeri (Partito Socialista Italiano), dal gennaio 1991 al giugno 1993
- Giorgio Siani (Lega Nord), dal 6 giugno 1993 al 27 aprile 1997 e rieletto dal 27 aprile 1997 a maggio 1999
- Antonio Pusateri, commissario prefettizio dal 15 giugno 1999 al 16 aprile 2000
- Giorgio Siani (Lega Nord), dal 16 aprile 2000 al 5 aprile 2005
- Riccardo Mariani (Partito Democratico, lista civica di centro-sinistra Casa comune per Mandello democratica; Sinistra Ecologia e Libertà; poi ancora Partito Democratico), dal 5 aprile 2005 al 29 marzo 2010 e rieletto dal 29 marzo 2010
- Riccardo Fasoli (lista civica Il paese di tutti; nel secondo mandato, appoggiata da Lega Nord, Fratelli d'Italia e Forza Italia), dal 31 maggio 2015

### Gemellaggi
A partire dal 2011, è stato istituito dall'Amministrazione comunale il comitato, avente la funzione di coordinare l'attività dei gemellaggi instaurati dal Comune.
- Năsăud

### Altre informazioni amministrative
Il Comune fa parte della Comunità Montana "Lario Orientale - Valle San Martino".

### Grigna d'oro
A partire dal 2018, l'amministrazione comunale eroga una benemerenza civica ad alcuni cittadini meritevoli e che si sono distinti, nel corso della loro vita, in vari ambiti.
- 2018: Giuseppe Moioli (1927-), campione olimpico nel canottaggio e docente di canottaggio presso la Canottieri Moto Guzzi; Luigi Giuseppe Conato (1931-2015), fondatore del Soccorso degli alpini “Tenente Gildo Molteni”; Gianni Comini (1930-2015), medico condotto e fondatore del Gruppo AVIS di Mandello.
- 2019: Silvia Buzzi (1948-), imprenditrice e presidente di Icma Sartorial Paper.
- 2020: Soccorso degli alpini “Tenente Gildo Molteni”; Francesco Gala (1932-2021), fotografo; Gruppo comunale di Protezione civile.
- 2021: Archivio comunale della memoria locale; Nello Scenini (1927-), benefattore; Suore della carità di Santa Giovanna Antida Thouret.
- 2022: Mario Panzeri (1964-), alpinista di fama mondiale, tra i pochi ad aver scalato tutti gli ottomila presenti al mondo; i medici di famiglia associati del paese; Angelo Luigi Venini (1934-), cineoperatore e autore di video.
- 2023: Adriana Pasut (1924-2022), partigiana e donna della Resistenza mandellese; Michele Zucchi (1923-), detto El Michelin, reduce scampato all'eccidio della Divisione "Acqui" a Cefalonia; Leardo 'Leo' Callone (1945-), detto Caimano del Lario, nuotatore primatista di alcune gare nazionali e internazionali, filantropo.
- 2024: Ivo Stefanoni (1936-), campione olimpico nel canottaggio e poi consigliere di alcuni presidenti della Repubblica Italiana; CAI Grigne.

Statistica: 10 uomini, 2 donne, 6 associazioni o enti. Su 18 benemerenze, 3 sono andate alla memoria (Conato e Comini nel 2018, Pasut nel 2023).